# 官房学派
官房学派（德語：Kameralismus），也称作重商主义的官房学派，又译作官房主义，是18世纪和19世纪初流行的德国公共行政科学，旨在对中央集权经济进行强有力的管理，主要是为了国家的利益。最狭义的学科涉及国家财政的管理，是重商主义的一种形式，强调促进国家福利状况，认为增加国家的黃金、白銀等货币能增强国家的经济力量。在整个18世纪和19世纪上半叶，官房学在北欧国家（例如普鲁士和瑞典）具有影响力，其学者和实践者是经济学、环境科学和行政知识与技术的先驱。